# Unnekivi
Unnekivi är en ö i Finland. Den ligger i sjön Vankavesi Vid öns västra sida ändrar gränsen mellan kommunerna Ylöjärvi och Tammerfors riktning. Den ligger i landskapet Birkaland, i den södra delen av landet, 190 km norr om huvudstaden Helsingfors. Öns area är omkring 620 kvadratmeter och dess största längd är 40 meter i sydväst-nordöstlig riktning.